# Emilio de Hesse
El príncipe Emilio de Hesse y del Rin (Darmstadt, 3 de septiembre de 1790 - ib, 30 de abril de 1856) fue un militar y miembro de la realeza del gran ducado de Hesse y del Rin.

## Biografía
Fue el sexto de los seis vástagos del matrimonio formado por Luis X, Landgrave de Hesse-Darmstadt y su esposa Luisa de Hesse-Darmstadt. Su padre había sucedido como landgrave de Hesse-Darmstadt algunos meses antes, en abril de 1790. Su paternidad, como la de su hermano mayor Federico, se ha atribuido en ocasiones a un amigo de su madre, Enrique van Oyen. Tuvo los hermanos siguientes:
1. Luis, más tarde gran duque Luis II de Hesse-Darmstadt (26 de diciembre de 1777-16 de junio de 1848), casado con Guillermina de Baden; con descendencia.
2. Luisa (16 de enero de 1779-18 de abril de 1811), casada con el príncipe Luis de Anhalt-Köthen; con descendencia.
3. Jorge (31 de agosto de 1780-17 de abril de 1856), casado morganáticamente con Carolina Török de Szendro (1786-1862), baronesa de Menden en 1804, condesa de Nidda en 1808, y princesa de Nidda en 1821. Divorciados en 1827, con descendencia.
4. Federico (14 de mayo de 1788-16 de marzo de 1867).
5. Dos niñas nacidas muertas (1789).
6. Gustavo (18 de diciembre de 1791-30 de enero de 1806).

Siguió la carrera militar, llegando a participar en las Guerras Napoleónicas, primero como aliado de los franceses y posteriormente contra ellos. Tras el fin de las Guerras Napoleónicas, se dedicó a sus labores militares y políticas en el gran ducado de Hesse. 
Aunque nunca se casó, tuvo una hija ilegítima, Elena Luisa (1817-1853), la cual sería la abuela del poeta Walter von Molo.
Desde 1820 a 1849 formó parte de la cámara alga de los Estados del gran ducado de Hesse. En términos políticos fue un hombre de ideas conservadoras partidario de la cercanía al Imperio austríaco. 
Su madre moriría en 1829 y su padre en 1830, siendo sucedido por su hermano Luis que reinaría hasta 1849. Desde entonces en el palacio de un antiguo ministro, Molke.
En 1849 su hermano Luis II sería sucedido por Luis III, sobrino de Emilio.
Murió en 1856 en Baden-Baden, solo unos días después que su hermano Jorge. Fue enterrado en cripta de la iglesia de la ciudad de Darmstadt, pero en 1910 su cuerpo junto con el de sus padres y algunos miembros de su familia, sería trasladado al Altes Mausoleum situado en el parque de Rosenhöhe en Darmstadt.

## Títulos, órdenes y cargos

### Títulos
| ● 3 de septiembre de 1790-1820: | Su alteza serenísima el príncipe Emilio de Hesse |
| ● 1820-30 de abril de 1856:     | Su alteza granducal el príncipe Emilio de Hesse  |

### Órdenes

#### Gran ducado de Hesse y el Rin
- Caballero gran cruz de la Orden de Luis. (25 de agosto de 1807)[1]
- Caballero gran cruz de la Orden de Felipe el Magnánimo. (1 de mayo de 1840)[2]
- Condecorado con la Cruz de los 25 años de servicio.[2]
- Condecorado con la Felddienstzeichen. (1840)[2]

#### Extranjeras
- Caballero de la orden del León Dorado.[2](Electorado de Hesse)
- Caballero de la Orden Militar de María Teresa.( Imperio austríaco)[2][3]
- Caballero gran cruz de la Real Orden de San Esteban de Hungría. ( Imperio austríaco)[2][4]
- Caballero gran cruz de la Orden imperial de Leopoldo. ( Imperio austríaco)[2][5]
- Caballero de la orden de San Huberto. ( Reino de Baviera)[2]
- Caballero gran cruz de la Orden Real Güélfica. ( Reino de Hannover)[2]
- Comendador (con cinta azul) de la Orden al Mérito Militar. ( Reino de Wurtemberg)[2]
- Caballero de la orden de la Fidelidad. ( Gran Ducado de Baden)[2]
- Caballero gran cruz de la orden del León de Zähringen. ( Gran Ducado de Baden)[2]
- Caballero gran cruz de la orden del Halcón Blanco. (Gran ducado de Sajonia-Weimar-Eisenach)[2]
- Caballero de la Orden de San Juan (Bailíazgo de Brandeburgo).[2]
- Caballero de la Orden de San Andrés. ( Imperio ruso)[2]
- Caballero de la Orden de San Alejandro Nevsky. ( Imperio ruso)[2]
- Caballero de tercera clase de la Orden de San Jorge. ( Imperio ruso)[2]
- Caballero de primera clase de la Orden de Santa Ana. ( Imperio ruso)[2]
- Caballero gran cruz de la Legión de Honor. (Imperio francés)

### Cargos

#### Gran ducado de Hesse
- General de caballería.[2]
- Propietario (inhaber) del  regimiento de caballería ligera de la guardia del Gran ducado de Hesse.[2]
- Miembro de la Primera Cámara de los Estados del Gran ducado de Hesse.

#### Otros
- Mariscal de campo y general de caballería del Ejército Imperial y Real.  ( Imperio austríaco)[6]
- Propietario (inhaber) del regimiento de infantería n.º 54 del Ejército Imperial y Real.  ( Imperio austríaco)[6]
- Propietario del regimiento kazajo de dragones. ( Imperio ruso)[6]